# Valse zeeden
De valse zeeden (Sertularella polyzonias) is een hydroïdpoliep uit de familie Sertulariidae. De poliep komt uit het geslacht Sertularella. Sertularella polyzonias werd in 1758 voor het eerst wetenschappelijk beschreven door Carl Linnaeus.

## Beschrijving
In vergelijking met Sertularella gayi vertakt deze hydroïdpoliep zich vrij dun en onregelmatig. De hoofdstelen en zijtakken zijn dun, golvend en hebben een bleke strogele kleur. Zoals bij alle Sertularella-soorten, ondersteunen de zijtakken afwisselende hydrotheca, één voor elke internode. De hydrotheca (omhulsel dat de poliepen omsluit) zijn bolvormig aan de basis en worden smaller naar de rand die vier knobbels heeft en een operculum dat uit vier driehoekige flappen bestaat. De gonotheca (omhulsel van de voortplantingsstructuren) zijn over het algemeen ovaal van vorm en enigszins ruw van structuur. Een verhoogde buisvormige structuur met vier verticaal uitstekende tandjes omringt de opening. Hoewel de mannelijke en vrouwelijke gonotheca qua vorm vergelijkbaar zijn, is het mannetje aanzienlijk kleiner en wit, terwijl het vrouwtje geel van kleur is. Kolonies zijn meestal 40-50 mm hoog.